# Chthonius stammeri
Espèce
Synonymes
- Chthonius tenuis stammeri Beier, 1942

Chthonius stammeri est une espèce de pseudoscorpions de la famille des Chthoniidae.

## Distribution
Cette espèce est endémique de Campanie en Italie. Elle se rencontre dans la grotte Grotta di Castelcivita à Castelcivita.

## Publication originale
- Beier, 1942 : Pseudoscorpione aus italischen Höhlen. Bollettino del Laboratoria di Zoologia Generale e Agraria della Facoltà Agraria in Portici, vol. 32, p. 130-136.